# Groep (periodiek systeem)
Een kolom in het periodiek systeem wordt een groep genoemd, net zoals een rij een periode wordt genoemd. De elementen uit eenzelfde groep delen een aantal gemeenschappelijke chemische eigenschappen, wat de reden is waarom Mendelejev ze in groepen heeft ingedeeld en wat later kwantummechanisch verklaard is.
IUPAC nummert de groepen van 1 tot en met 18 en stelt dat een groep genoemd kan worden naar het eerste element ervan: bijvoorbeeld de titaangroep (groep 4) en de boorgroep (groep 13). Enkele traditionele namen worden ook aanvaard door IUPAC: de alkalimetalen (groep 1), aardalkalimetalen (groep 2), pnictogenen (groep 15), chalcogenen (groep 16), halogenen (groep 17) en edelgassen (groep 18).
Waterstof wordt niet tot de groep van alkalimetalen gerekend omdat het niet de eigenschappen heeft van een metaal. In veel edities van het periodiek systeem bestaat de scandiumgroep uit Sc, Y, La en Ac hoewel er argumenten zijn om deze uit Sc, Y, Lu, Lr te laten bestaan. De 14 groepen in het f-blok hebben geen nummer. Soms worden de lanthanoïden en actinoïden alle tot groep 3 gerekend.
In een verouderde nummering vormden groepen 8–10 samen een groep, de ijzerplatinagroep. De term "ijzergroep" werd historisch ook gebruikt om het trio Fe, Co en Ni aan te duiden en "platinagroep-metalen (PGM)" wees op de verzameling Ru, Rh, Pd, Os, Ir, Pt. Deze namen wordt niet meer aanbevolen, men spreekt bij voorkeur over groep 8, 9 en 10 ofwel de ijzer-, kobalt- en nikkelgroep.
|              | Alkali- metalen | Aardalkali- metalen | Scandium- groep   | Titaan- groep     | Vanadium- groep   | Chroom- groep     | Mangaan- groep    | IJzer- groep      | Kobalt- groep     | Nikkel- groep     | Koper- groep      | Zink- groep       | Boor- groep | Koolstof- groep | Stikstof- groep | Zuurstof- groep | Halogenen | Edelgassen |
|              | 1 Ia            |                     |                   |                   |                   |                   |                   |                   |                   |                   |                   |                   |             |                 |                 |                 |           | 18 0       |
| 1            | 1 H             | 2 IIa               | Periodiek systeem | Periodiek systeem | Periodiek systeem | Periodiek systeem | Periodiek systeem | Periodiek systeem | Periodiek systeem | Periodiek systeem | Periodiek systeem | Periodiek systeem | 13 IIIa     | 14 IVa          | 15 Va           | 16 VIa          | 17 VIIa   | 2 He       |
| 2            | 3 Li            | 4 Be                |                   |                   |                   |                   |                   |                   |                   |                   |                   |                   | 5 B         | 6 C             | 7 N             | 8 O             | 9 F       | 10 Ne      |
| 3            | 11 Na           | 12 Mg               | 3 IIIb            | 4 IVb             | 5 Vb              | 6 VIb             | 7 VIIb            | 8 VIIIb           | 9 VIIIb           | 10 VIIIb          | 11 Ib             | 12 IIb            | 13 Al       | 14 Si           | 15 P            | 16 S            | 17 Cl     | 18 Ar      |
| 4            | 19 K            | 20 Ca               | 21 Sc             | 22 Ti             | 23 V              | 24 Cr             | 25 Mn             | 26 Fe             | 27 Co             | 28 Ni             | 29 Cu             | 30 Zn             | 31 Ga       | 32 Ge           | 33 As           | 34 Se           | 35 Br     | 36 Kr      |
| 5            | 37 Rb           | 38 Sr               | 39 Y              | 40 Zr             | 41 Nb             | 42 Mo             | 43 Tc             | 44 Ru             | 45 Rh             | 46 Pd             | 47 Ag             | 48 Cd             | 49 In       | 50 Sn           | 51 Sb           | 52 Te           | 53 I      | 54 Xe      |
| 6            | 55 Cs           | 56 Ba               | ↓                 | 72 Hf             | 73 Ta             | 74 W              | 75 Re             | 76 Os             | 77 Ir             | 78 Pt             | 79 Au             | 80 Hg             | 81 Tl       | 82 Pb           | 83 Bi           | 84 Po           | 85 At     | 86 Rn      |
| 7            | 87 Fr           | 88 Ra               | ↓↓                | 104 Rf            | 105 Db            | 106 Sg            | 107 Bh            | 108 Hs            | 109 Mt            | 110 Ds            | 111 Rg            | 112 Cn            | 113 Nh      | 114 Fl          | 115 Mc          | 116 Lv          | 117 Ts    | 118 Og     |
|              |                 |                     |                   |                   |                   |                   |                   |                   |                   |                   |                   |                   |             |                 |                 |                 |           |            |
| Lanthanoïden | Lanthanoïden    | Lanthanoïden        | 57 La             | 58 Ce             | 59 Pr             | 60 Nd             | 61 Pm             | 62 Sm             | 63 Eu             | 64 Gd             | 65 Tb             | 66 Dy             | 67 Ho       | 68 Er           | 69 Tm           | 70 Yb           | 71 Lu     |            |
| Actinoïden   | Actinoïden      | Actinoïden          | 89 Ac             | 90 Th             | 91 Pa             | 92 U              | 93 Np             | 94 Pu             | 95 Am             | 96 Cm             | 97 Bk             | 98 Cf             | 99 Es       | 100 Fm          | 101 Md          | 102 No          | 103 Lr    |            |

Andere groeperingen binnen het periodiek systeem zijn:
- perioden
- blokken
- reeksen
- hoofdgroep